# هورمون لوتئینی
هورمون لوتئینه کننده (LH) هورمونی است که از بخش پیشین هیپوفیز آزاد می‌شود. جنس این هورمون از گلیکوپروتئین است و هر یک از مونومرهای آن یک مولکول گلیکوپروتئین است که دارای زیر واحدهای آلفا و بتا است.

## اثرات
هورمون LH گلیکوپروتئینی با وزن ملکولی حدود ۲۵۰۰۰ می‌باشد که از سلول‌های گنادوتروپ واقع در لوب پیشین هیپوفیز ترشح شده و این هورمون در رشد و بلوغ اندام‌های جنسی و صفات ثانویه جنسی مؤثر است. ترشح این هورمون توسط هورمون آزادکننده گنادوتروپین‌ها که از هیپوتالاموس آزاد می‌شود تنظیم می‌گردد. این هورمون موجب تخمک گذاری و ایجاد جسم زرد در خانم‌ها می‌شود. در مردان همین هورمون (ICSH) با تحریک سلول‌های لایدیگ بیضه موجب ساخت و ترشح تستوسترون می‌شود.

## کاربردهای درمانی
شکل دارویی این هورمون برای درمان ناباروری در بانوان و القای تخمک گذاری استفاده می‌شود. LH به صورت ترکیب با هورمون محرکه فولیکولی (FSH) در قالب فرآورده‌های دسته دارویی منوتروپین (از گنادوتروپین‌های استخراج شده از ادرار) و همچنین به صورت پروتئین نوترکیب با عنوان لوتروپین آلفا موجود است. البته، هورمون اچ‌سی‌جی (hCG) به عنوان جایگزین با قیمت پایین‌تر و نیمه عمر طولانی‌تر LH برای درمان استفاده می‌شود.